# Linux Terminal Server Project
Linux Terminal Server Project (LTSP) – pakiet dla systemu Linux umożliwiający podłączenie wielu komputerów-terminali, nazywanych często X-terminalami, w roli cienkiego klienta do serwera linuksowego. Aplikacje są uruchamiane na serwerze, a terminal zajmuje się przekazywaniem do nich danych wejściowych i wyświetlaniem wyjściowych. X-terminale są najczęściej pozbawionymi dysków twardych komputerami o niewielkiej mocy obliczeniowej.
Dla użytkownika wizualnie nie ma różnicy, czy pracuje na "normalnym" stanowisku czy na terminalu bezdyskowym. W obydwu przypadkach po włączeniu komputera wczytuje się jądro oraz system operacyjny. Prędkość uruchamiania jak i praca samych programów pozostaje również bez zmian (zależne od wydajności serwera LTSP). Sieć jest budowana w taki sam sposób, czyli wszystkie komputery połączone są z przełącznikiem (lub przełącznikami).

## Minimalne wymagania dla terminali
- procesor klasy Pentium
- 64 MB pamięci operacyjnej (do załadowania jądra)
- dowolna płyta główna
- dowolna karta graficzna
- dowolna karta sieciowa z ROM-em ładującym 10/100/1000 MBit/s

## Zalety korzystania z LTSP
- mała awaryjność sprzętu (X-terminale pozbawione dysków)
- pełna kontrola danych i użytkowników (wszystkie dane zapisywane na serwerze)
- duża wydajność w stosunku do nakładów
- niska cena stacji roboczych (niepotrzebna duża moc obliczeniowa, pamięć operacyjna oraz twarde dyski)
- jeden system operacyjny (serwer)
- łatwa administracja (wszystkie ustawienia na jednym komputerze)

## Wady LTSP
- sieć przynajmniej 100 MBit/s (przy więcej niż 10 stanowiskach),
- nie obsługuje systemów MS Windows.